# گورد شروان
گورد شروان (انگلیسی: Gord Sherven؛ زادهٔ ۲۱ اوت ۱۹۶۳) بازیکن هاکی روی یخ اهل کانادا است.
از باشگاه‌هایی که در آن بازی کرده‌است می‌توان به ادمونتون اویلرز اشاره کرد.